# تنفس فموي
التنفس الفمويَ(يعرف أيضاً تنفس الفم المفتوح أو عادة التنفس الفمويّ) هو التنفس باستخدام الفم بدلاً من الأنف.
يعتبر الأطفال الرضع من الملزمين على التنفس من خلال الأنف، ولكن بشكلٍ عام الإنسان الصحي يمكن أن يتنفس من خلال أنفه، أو فمه، أو كليهما. خلال وقت الراحة، التنفس من الأنف هو الشائع عند معظم الأفراد. ويعتبر التنفس من الأنف والفم معاً خلال التمارين الرياضية طبيعياً، وهو سلوك تكيٍّفي لزيادة الهواء الداخل للجسم وبالتالي زيادة الأكسجين المغذي للعضلات. يعد التنفس الفمويّ حالة غير طبيعية إذا استخدم الأفراد فمهم للتنفس حتى في وقت الراحة. بعض المصادر تستخدم مصطلح «عادة التنفس الفمويّ», وهو استخدام خاطئ، لأنه يعبّرعن قدرة الأفراد الكاملة على التنفس من الأنف طبيعياً، ولكنهم فضلوا التنفس باستخدام الفم. مع ذلك، في 85% من الحالات، يمثل التنفس الفمويّ حالة من التكيّف اللاإرادي ودون وعي، لقلت سالكيّة المسالك الهوائية الأنفية، والتنفس الفمويّ ما هو إلا متطلب للحصول على الهواء الكافي. عند الأطفال، التنفس الفمويّ المستمر والمتكرر يمكن أن يتدخل في نمو الوجه والأسنان. ويمكن أن يسبب أيضاً التهاب اللثة والبَخَر (نتن النفس), خاصة عند الاستيقاظ في حالة كان التنفس الفمويّ خلال النوم.
في بعض المجتمعات، يستعمل مصطلح «فمويّ التنفس» كإهانة، وكتعبير عن ذكاء متدنٍّ.

## الأسباب
صنّف التنفس الفموي تِبعاً لعلم الأسباب إلى 3 مجموعات: انسدادي، اعتيادي، وتشريحي.
يمكن أن تكون المسالك الهوائية الأنفية منقوصة جزئياً (أي عندما تزيد مقاومة تدفق الهواء بسبب تضيّق التجاويف في نقطة ما في المسالك التنفسية العليا) أو مسدودة كلياً. هؤلاء الأفراد يمكن أن يجدوا صعوبة أو استحالة في التنفس من خلال أنوفهم وحدها. في ما يقارب 85% من الحالات، التنفس الفمويّ هو حالة من التكيّف لانسداد الأنف. هنالك أسباب نوعية من انسداد الأنف ارتبطت بالتنفس الفمويّ من ضمنها السَليلَةٌ الغازِيَّةٌ المَنْعَرِيَّة.
يمكن «لاتهاب الأنف الحملي» أن يؤدي لانسداد الأنف والتنفس الفمويّ. يميل هذا للحدوث في الثلث الثالث (third trimester) من الحمل.
من عادة بعض الأفراد التنفس من خلال أفواههم، لعلها ناتجة عن حالة سابقة من انسداد الأنف التي هي الآن مصححة.
في بعض الحالات الأخرى، يمكن أن تكون الشفة العلوية قصيرة، فلا تلتقي الشفاه في حالة الراحة («قصور الشفاه»).

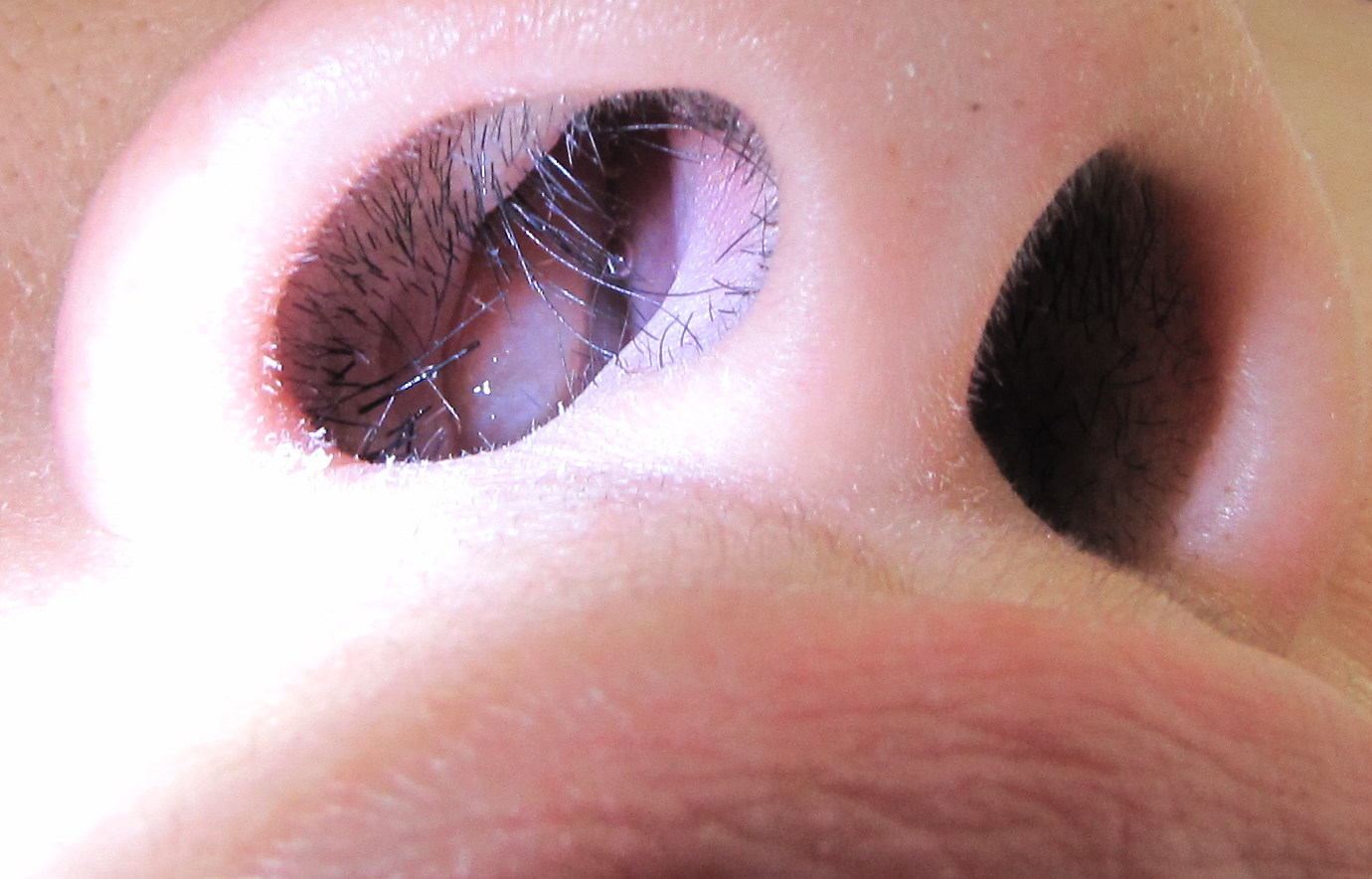
السَليلَةٌ الغازِيَّةٌ المَنْعَرِيَّة, واحدة من الأسباب المحتملة لانسداد الأنف و التنفس الفموي التَلاؤُمِ

## الآثارالكامنة
التهاب اللثة، ضخامة اللثة، والزيادة في مستويات اللويحة السنية هي آثار شائعة عند الأشخاص الذين يتنفسون من أفواههم بطريقة مزمنة. التأثير الاعتيادي على جدرة اللثة ماخض بوضوح على المنطقة الأمامية للفك العلوي، خصوصاً عند القواطع (الأسنان الأمامية من الأعلى). يكون المظهر الخارجي حُماموي (أحمر), مُتودِّم (وارم), ومشرق. تتعرض هذه المنطقة لأعلى تدفق للهواء أثناء التنفس الفمويّ، ويُعتقد أن الالتهابات والتهيجات مرتبطة بالتَّجفاف السطحي، لكن في التجارب على الحيوانات، وجدوا أن تجفيف الهواء المتكرر لجدرة اللثة لا يُنتج مثل هذا المظهر.
اقتُرِح أن التنفس الفمويّ المزمن عند الأطفال قد يؤدي إلى تطور وجه طويل ورفيع، يُعرف أحياناً بِ«متلازمة الوجه الطويل», أو على نحو أكثر تحديداً «سَحنَةٌ غُدَّانيّة» عندما يرتبط التنفس الفمويّ بالتضخم الغُدّانيّ. واقترح أيضاً أن سوء الإطباق في الأسنان (على سبيل المثال: «أسنان مكتظة») قد ينتج من التنفس الفمويّ المزمن عند الأطفال. بالمقابل، يُؤهِّب نمط الوجه الرفيع الطويل، مع المسلك الأنفي البلعومي الرفيع إلى انسداد الأنف والتنفس الفمويّ. يتأثر أيضاً شكل الوجه بالعوامل الوراثية بشكل قوي.
هناك ظروف أخرى يقترن بها التنفس الفمويّ: كالتهاب الشفة الغُدَي، متلازمة داون، الإطباق المفتوح الأمامي, عادة دَسر اللسان, الشلل الدماغي, انقطاع النفس النومي، الشخير.